# Ancient Heart
| Recensione | Giudizio |
| ---------- | -------- |
| AllMusic   | [ 5 ]    |

Ancient Heart è il primo album in studio della cantautrice britannica Tanita Tikaram, pubblicato il 13 settembre 1988 dalla WEA Records.

## Descrizione
La pubblicazione dell'album è stata preceduta dall'uscita del singolo Good Tradition, al quale hanno fatto seguito Twist in My Sobriety, Cathedral Song e World Outside Your Window. L'album ha avuto un grande successo mondiale, vendendo più di 6 milioni di copie e contribuendo a lanciare Tanita nel music business. Ha raggiunto il 59º posto nella classifica Billboard 200 negli Stati Uniti ed il 1º posto nella classifica GfK in Germania.
L'artista è autrice di musica e testi di tutti i brani. Ma la splendida Valentine Heart è chiaramente ispirata alla tradizionale The Cherry Tree Carol.

## Tracce
Testi e musiche di Tanita Tikaram.
1. Good Tradition – 2:49
2. Cathedral Song – 2:51
3. Sighing Innocents – 3:31
4. I Love You – 2:45
5. World Outside Your Window – 4:52
6. For All These Years – 5:13
7. Twist in My Sobriety – 4:50
8. Poor Cow – 1:56
9. He Likes the Sun – 5:26
10. Valentine Heart – 4:04
11. Preyed Upon – 5:03

## Formazione
Hanno partecipato alle registrazioni, secondo le note dell'album:
- Tanita Tikaram – voce, chitarra
- Rod Argent – tastiere
- Peter Van Hooke – batteria
- Rory McFarlane – basso
- Mitch Dalton – chitarra
- Mark Creswel – chitarra
- Marc Ribot – chitarra, corno
- Clem Clempson – chitarra
- Brendan Croker – chitarra
- Paul Brady – mandolino
- Martin Ditcham – percussioni
- Mark Isham – tromba
- David Lindley – violino
- Helen O'Hara – violino
- John Georgiadis – violino
- Brendon O'Reilly – violino
- Ian Jewell – viola
- Keith Harvey – violoncello
- Philip Todd – sassofono
- Pete Beachill – trombone
- Noel Langley – tromba
- Malcolm Messiter – oboe

## Classifiche

### Classifiche settimanali
| Classifica (1988/89) | Posizione massima |
| -------------------- | ----------------- |
| Australia            | 31                |
| Austria              | 1                 |
| Canada               | 22                |
| Francia              | 7                 |
| Germania             | 1                 |
| Italia               | 3                 |
| Norvegia             | 1                 |
| Nuova Zelanda        | 23                |
| Paesi Bassi          | 4                 |
| Regno Unito          | 3                 |
| Stati Uniti          | 59                |
| Svezia               | 8                 |
| Svizzera             | 1                 |

### Classifiche di fine anno
| Classifica (1988) | Posizione |
| ----------------- | --------- |
| Regno Unito       | 64        |
| Classifica (1989) | Posizione |
| Austria           | 5         |
| Germania          | 1         |
| Italia            | 9         |
| Paesi Bassi       | 21        |
| Regno Unito       | 34        |
| Svizzera          | 2         |